# Hermacha
Hermacha is een spinnengeslacht in de taxonomische indeling van de Entypesidae.
Hermacha werd in 1889 beschreven door Simon.

## Soorten
Hermacha omvat de volgende soorten:
- Hermacha anomala (Bertkau, 1880)
- Hermacha brevicauda Purcell, 1903
- Hermacha caudata Simon, 1889
- Hermacha conspersa Mello-Leitão, 1941
- Hermacha evanescens Purcell, 1903
- Hermacha fossor (Bertkau, 1880)
- Hermacha fulva Tucker, 1917
- Hermacha itatiayae Mello-Leitão, 1923
- Hermacha lanata Purcell, 1902
- Hermacha maraisae Ríos-Tamayo, Engelbrecht & Goloboff, 2021
- Hermacha mazoena Hewitt, 1915
- Hermacha montana Ríos-Tamayo, Engelbrecht & Goloboff, 2021
- Hermacha nigrispinosa Tucker, 1917
- Hermacha purcelli (Simon, 1903)
- Hermacha septemtrionalis Ríos-Tamayo, Engelbrecht & Goloboff, 2021
- Hermacha sericea Purcell, 1902
- Hermacha tuckeri Raven, 1985

### Synoniemen
- Hermacha bicolor (Pocock, 1897) ==> Brachytheliscus bicolor Pocock, 1897
- Hermacha capensis (Ausserer, 1871) ==> Hermachola capensis (Ausserer, 1871)
- Hermacha crudeni Hewitt, 1913 ==> Hermachola crudeni (Hewitt, 1913)
- Hermacha curvipes Purcell, 1902 ==> Ekapa curvipes (Purcell, 1902)
- Hermacha grahami (Hewitt, 1915) ==> Hermachola crudeni (Hewitt, 1913)
- Hermacha iricolor Mello-Leitão, 1923 ==> Rachias iricolor (Mello-Leitão, 1923)
- Hermacha leporina Simon, 1891 ==> Stenoterommata leporina (Simon, 1891)
- Hermacha nigra Tucker, 1917 ==> Ekapa curvipes (Purcell, 1902)

### Nomen dubium
- Hermacha nigromarginata Strand, 1907